# Heteromysis (Heteromysis) eideri
Heteromysis (Heteromysis) eideri is een aasgarnalensoort uit de familie van de Mysidae. De wetenschappelijke naam van de soort is voor het eerst geldig gepubliceerd in 1941 door Bacescu.